# Victor Saxer
 (février 2025).
Si vous disposez d'ouvrages ou d'articles de référence ou si vous connaissez des sites web de qualité traitant du thème abordé ici, merci de compléter l'article en donnant les références utiles à sa vérifiabilité et en les liant à la section « Notes et références ».
 (février 2025).
Motif : 4 publications confidentielles en font-elles un personnage notable ?
- Archive Wikiwix
- Bing
- Cairn
- DuckDuckGo
- E. Universalis
- Gallica
- Google
- G. Books
- G. News
- G. Scholar
- Persée
- Qwant
- (zh) Baidu
- (ru) Yandex
- (wd) trouver des œuvres sur Wikidata

| 1. | Préciser le motif de la pose du bandeau. | Précisez le motif de la pose du bandeau en utilisant la syntaxe suivante : {{admissibilité à vérifier\|date=mars 2025\|motif=remplacez ce texte par le motif}}                    |
| 2. | Informer les utilisateurs concernés.     | Pensez à avertir le créateur de l'article, par exemple, en insérant le code ci-dessous sur sa page de discussion : {{subst:avertissement admissibilité à vérifier\|Victor Saxer}} |

Victor Saxer (Pfastatt, 4 avril 1918 - Hyères, 9 août 2004) est recteur de l'Institut pontifical d'archéologie chrétienne à Rome, écrivain, professeur d’hagiographie et de liturgie et président du Comité pontifical des sciences historiques.

## Publications (sélection)
- Pères saints et culte chrétien dans l’Eglise des premiers siècles, Aldershot, 1994 (ISBN 0-86078-441-X).
- Sainte-Marie-Majeure. Une basilique de Rome dans l’histoire de la ville et de son église (Ve – XIIIe siècle), Rome, 2001 (ISBN 2-7283-0563-3).
- (it) Santi e culto dei santi nei martirologi, Spoleto, 2001 (ISBN 88-7988-243-0).
- Saint Vincent, diacre et martyr. Culte et légendes avant l’an mil, Bruxelles, 2002 (ISBN 2-87365-011-7).